# Sovrani di Strathclyde
Questa è una lista dei sovrani del regno britannico di Strathclyde, che comprende i re di 
Alt Clut, poi regno di Strathclyde. Fu regnato da Dumbarton Rock, un tempo Alt Clut, fino all'870, quando fu presa e saccheggiata dagli scandinavo-gaelici di Dublino dopo quattro mesi di assedio. Dopo questo episodio, il centro del regno fu spostato a Govan, odierna Glasgow, prima centro religioso. Dopo l'870 il regno fu conosciuta anche come Cumbria e potrebbe forse aver regnato su alcune zone dell'odierna regione inglese della Cumbria nei secoli X e XI. Ma poi, proprio nell'XI secolo, il regno di Alba conquistò quello di Strathclyde, che rimase un'area distinta, con proprie legge e che, fino al XII secolo, utilizzò la lingua cumbrica insieme al gaelico.

## Re di Alt Clut
- Ceretic Guletic (tardo V secolo)
- Cinuit
- Dumnagual Hen
- Clinoch
- Tutagual (metà VI secolo)
- Riderch Hael (morto attorno al 614)
- Neithon
- Beli I
- Eugein map Beli (633-645)
- Guret (morto nel 658)
- Elfin (morto forse nel 693)
- Dumnagual II (morto nel 694)
- Beli II (morto nel 722)
- Teudebur (722-752)
- Rotri (morto attorno al 754)
- Dumnagual III (754-760)
- Eugein II (760-780 ca)
- Riderch II
- Dumnuagal IV
- Artgal (morto attorno all'872)
- Run (872-878)

## Regno di Strathclyde o Cumbria
- Eochaid (forse anche re di Alba attorno all'889)
- Domnall I (morto nel primo ventennio del X secolo)
- Domnall II
- Eógan I (forse morto nel 937 nella battaglia di Brunanburh)
- Domnall III (morto attorno al 975)
- Amdarch (uccise Cuilén mac Iduilb attorno al 973)
- Máel Coluim I
- Eogan II ("Owen il Calvo", morto attorno al 1018)
- Sconosciuto
- Máel Coluim II (1054 ca)
- Sconosciuto
- David (salì sul trono attorno al 1113 e divenne re degli scozzesi attorno al 1124). Strathclyde entrò così a far parte del regno di Alba o Scozia (vedi: Lista dei re di Scozia)